# Vibeke Salicath
Vibeke Ingeborg Salicath née Frisch (1er août 1861 - 22 avril 1921) est une philanthrope, féministe et politicienne danoise. Dès les années 1890, avec sa sœur Gyrithe Lemche, elle est active dans la Société des femmes danoises.

## Jeunesse et famille
Vibeke Ingeborg Frisch naît le 1er août 186 à Copenhague. Elle est la fille du directeur et propriétaire d'école Hartvig Frisch (1833–1890) et d'Elisabeth Alexandra Mourier (1835–1892). Elle a deux sœurs, Gyrithe et Asta. Elle est élevée dans un environnement confortable à Kongens Lyngby, dans la propriété familiale de Wilhelminelyst. Elle y rencontre son cousin, le traducteur Gerhard Guise Salicath (1859–1937), qu'elle épouse le 16 octobre 1884. Le couple s'installe dans un logement modeste de Vesterbro, un quartier de Copenhague. Ils ont six enfants dont tous, sauf une des jumelles, Karen, mourront en bas âge : Constance Frederikke (1885), Erik (1886), Viggo (1887), Peter (1891), Karen (1902), Kirsten Emilie (1902). En 1901, elle publie un livret Comment s'en sortir avec les revenus que j'ai ?. Les problèmes financiers s'accumulent, Vibeke doit accepter de nombreux emplois pour soutenir sa famille et Gerhard a un fils hors mariage avec une femme de chambre, que le couple adopte. Après cette série de problèmes familiaux, Vibeke est abandonnée par son mari en 1903 mais refuse sa demande de divorce. Elle craint le scandale public et a besoin d'une contribution alimentaire.

## Vie professionnelle
Dans les années 1890, Vibeke Salicath devient membre de la Société des femmes danoises, encourageant ses sœurs Gyrithe et Asta à se joindre à elle. Elle est membre du conseil d'administration du chapitre de Copenhague dès 1900 et vice-présidente en 1905. En 1901, elle devient rédactrice en chef de Kvinden & Samfundet tout en contribuant à d'autres journaux comme Kvindernes Blad, Frou-Frou, Husmoderens Blad et Hjemmet.
En 1902, avec la journaliste Valborg Andersen, mère seule elle-aussi, elle fonde l'auberge pour femmes Kvindeherberget, aussi connue sous le nom de Kvindehjemmet (la « Maison des femmes »), dans le quartier de Nørrebro de Copenhague. Elle offre de l'aide aux femmes célibataires avec enfants, contribuant à changer l'attitude à l'égard des mères célibataires. À partir de 1912, elle est à la fois la directrice rémunérée de la Maison des femmes et la présidente du conseil d'administration, double tâche qu'elle accomplit jusqu'à sa mort en 1921.
Vibeke Salicath participe en 1904 au congrès de Berlin du Conseil international des femmes qui lance l'Alliance internationale pour le suffrage des femmes. Le suffrage féminin devient son combat principal. De 1907 à 1908, succédant à Louise Nørlund, elle dirige l'Association nationale pour le droit de vote des femmes (DKV).
Représentant le parti conservateur Højre, elle est l'une des sept premières femmes à être élue à la représentation des citoyens (Borgerrepræsentationen) en 1909, où elle s'intéresse particulièrement au foyer pour enfants Nærumgård. En 1914, elle co-fonde l'Association des femmes conservatrices danoises (Danske Kvinders Konservative Forening).
Vibeke Salicath meurt à Copenhagen le 22 avril 1921. Elle est enterrée au cimetière de Lyngby's Assistens.